# Фредрік Паціус
Фредрік Паціус (фін. Fredrik Pacius, оригінальне ім'я Фрідріх Паціус, нім. Friedrich Pacius, 19 березня 1809, Гамбург — 8 січня 1891, Гельсінкі) — фінський композитор, скрипаль і диригент німецького походження, автор національного гімну Фінляндії.

## Біографія
Паціус закінчив школу Іоханнеум в Гамбурзі в 1828 році, де навчався у Людвіга Шпора і Моріца Гауптмана, і став концертмейстером у Стокгольмської Королівської капелі. У 1834 році Паціус був призначений музичним керівником Університету Гельсінкі, ставши в 1860 році професором, а в 1877 році почесним доктором. Паціус багато зробив для організації музичної справи у Фінляндії, організувавши в Гельсінкі музичне товариство, студентський хор та оркестр, якими керував і для яких складав.

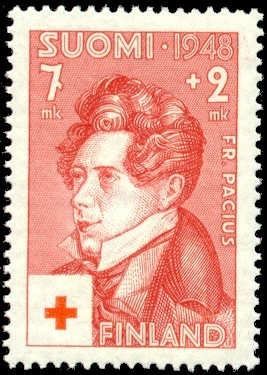
Фінська поштова марка 1948 року

У своїй музичній творчості Фредрік Паціус прагнув поєднувати німецьку романтичну традицію і фінські народні мотиви. У 1848 році він поклав на музику вірш Рунеберга «Наш край», написаний шведською мовою (швед. Vårt land). Ця пісня набула великої популярності, 1899 року вона була перекладена П. Каяндером на фінську мову і в цьому перекладі була визнана національним гімном Фінляндії. Пізніше, Йоганн Вольдемар Яннсен зробив написав до пісні свій текст естонською мовою, і з 1920 року мелодія Паціуса стала також мелодією естонським гімном.
У 1852 році Паціус написав на лібрето Захаріуса Топеліус оперу «Полювання короля Карла» (швед. Kung Karls jakt, фін. Kaarle-kuninkaan metsästys). Ця опера шведською мовою стала першою оперою, написаною фінським композитором.

## Список творів Паціуса

### Опери
- Полювання короля Карла (швед. Kung Karls jakt, 1852)
- Лорелея (зингшпіль, швед. Loreley, 1860)
- Принцеса Кіпру (швед. Prinsessan А. В. Cypern, 1868)

### Інші твори
- Симфонія ре мінор (1850)
- Увертюра мі-бемоль мажор (1826)
- Концерт для скрипки з оркестром фа-дієз мінор (1845)
- Струнний квартет фа-дієз мажор (1826)
- Кантати, хори, пісні